# Burghaun
Burghaun est une municipalité allemande située dans le land de la Hesse et l'arrondissement de Fulda.

## Jumelage
La commune de Burghaun est jumelée avec le village français Mertzwiller.